# Snakes & Arrows
Snakes & Arrows lautet der Titel des 18. Studioalbums, das die kanadische Rockband Rush im Mai 2007 veröffentlicht hat.
Die Platte wurde in Anbetracht des bestehenden etablierten Status der Band von Kritikern und Fans als sehr frisch und innovativ empfunden, da es zum einen Rocksongs enthält (Far Cry) als auch die progressiven und spielfreudigen Elemente, die Rush letzten Endes auszeichnen. So finden sich auf dem Album drei Instrumentalnummern: The Main Monkey Business, Hope und Malignant Narcissism.
Das Album war auch in interaktiver Form als MVI-Format („Music Video Interactive“) erhältlich (limitierte Auflage).
Im Zusammenhang mit der Veröffentlichung der Platte begaben sich Rush Mitte 2007 auf Welttournee.
Im April 2008 erschien eine Live-CD „Snakes & Arrows Live“ (Aufnahmen ihres Auftrittes in Rotterdam 2007).

## Titel
1. Far Cry – 5:19
2. Armor and Sword – 6:36
3. Workin´ them Angels – 4:47
4. The larger Bowl – 4:07
5. Spindrift – 5:24
6. The Main Monkey Business – 6:01
7. The Way the Wind blows – 6:28
8. Hope – 2:02
9. Faithless – 5:31
10. Bravest Face – 5:12
11. Good News First – 4:52
12. Malignant Narcissism – 2:17
13. We hold on – 4:13

## Besetzung
- Geddy Lee – Bass, Bass Pedals, Mellotron, Gesang
- Alex Lifeson – 6- und 12-saitige E- und Akustikgitarren, Mandola, Mandoline, Bouzouki
- Neil Peart – Schlagzeug, Cymbals, Percussions, Tamburin

- Ben Mink – zusätzliche Streicherarrangements auf „Faithless“